# Mannen som kom på kaffe och…
 Mannen som kom på kaffe och… (italienska:  Venga a prendere il caffè…da noi ) är en italiensk filmkomedi från 1970 av Alberto Lattuada, baserad på Piero Chiaras roman La spartizione (1964). Handlingen är i filmen liksom i romanen förlagd till Luino men till skillnad från romanen vars handling utspelas under mellankrigstiden ligger filmens handling i samtiden. Den uppfattades av filmkritikerna som en satir av den provinsiella småborgerligheten, vars förlegade tankegångar kontrasterades mot 1960-talets moderna tankeströmningar om kvinnans sexuella frigörelse. Lattuada beskrev emellertid själv sitt syfte med filmen som tecknande av ett ”porträtt av vulgariteten”, förkroppsligad av huvudpersonen Emerenziano Paronzini (Ugo Tognazzi), av Lattuada karakteriserad som ”un uomo assolutamente vuoto” (’en totalt innehållslös man’) utan några som helst andra livsmål än en bekväm och problemfri tillvaro med obegränsade mängder av mat, vin och sex.

## Om filmen
Efter att de tre största italienska filmproducenterna Carlo Ponti, Dino De Laurentiis och Goffredo Lombardo i tur och ordning förkastat Lattuadas förslag fick han fria händer av den fjärde, Maurizio Lodi Fé. Det stora problemet för de tre förstnämnda var valet av skådespelare till de kvinnliga rollerna. Det gällde tre ogifta systrar, inte längre så unga och inte alltför vackra. Storproducenterna ville, inte minst av kommersiella skäl, att Lattuada skulle välja kända kvinnliga stjärnor som sedan skulle ”förfulas” med smink och lämpliga kläder för att passa in i rollerna. Lattuada hade en helt annan utgångspunkt och ville ha tre kompetenta kvinnliga karaktärsskådespelare i rollerna, kända eller okända, som skulle komplettera varandra fysiskt för att få ihop historien med Paronzinis sammansatta åtrå. Rollerna gick därmed enligt Lattuadas, eller snarare Paronzinis, sätt att se det till tre olika erotiska attribut: en frisyr (Angela Goodwin), ett par långa ben (Francesca Romana Coluzzi) och ett par händer (Milena Vukotic). Ugo Tognazzi, som vid denna tid var på höjden av sin karriär, förstod tankegångarna direkt när han läste manuset och var därefter helt på Lattuadas sida.

## Handling i huvuddrag
Filmen börjar med att adelsmannen och juristen Mansueto Tettamanzi (Checco Rissone) plötsligt dör av en hjärtinfarkt medan han är sysselsatt med sin hobby, en stor samling döda djur och växter, uppstoppade, torkade eller konserverade i sprit. Han efterlämnar tre ogifta döttrar och en ansenlig egendom i form av ett mindre palats och massor av pengar på banken. Denna egendom får Emerenziano Paronzini, tjänsteman vid den lokala skattemyndigheten, som inte är det minsta troende att bege sig till söndagsmässan för att ta sig en närmare titt på systrarna Tettamanzi. Det han ser får honom att agera som om detta var en chans han länge väntat på. Han tar kontakt, med arvet och sin tjänstemannaroll som förevändning, och blir bjuden hem till systrarna på eftermiddagskaffe.
Under kaffesamtalet värderar Paronzini sina möjligheter. Han bedömer att de tre systrarna är sexuellt inaktiva men att det inte beror på bristande intresse för män utan snarare på deras bristande tillgång på lämpliga objekt. Han ser plötsligt dörren till ett lättare liv med god tillgång på mat, sex och annan omvårdnad öppnas på vid gavel. Han träffar emellertid inte helt rätt i sin analys. En av systrarna, Tarsilla (Francesca Romana Coluzzi), som är stadens bibliotekarie, är flitigt uppvaktad av en ung affärsinnehavare, Paolino (Jean Jacques Fourgeaud), som låter henne förstå att han tycker hon är erotiskt oemotståndlig medan det i själva verket är så att affärerna går dåligt och han ser Tarsillas andel av arvet som en lösning på det problemet. Som första led i den planen försöker han med upprepade försök få till en sexuell relation med Tarsilla, vilket han till sist också lyckas med och de träffas därefter regelbundet för att ha sex i en annars oanvänd lokal som tillhör ortens församling.
Innan Tarsilla kommer så långt överraskar emellertid Paronzini systrarna med att fria till en av dem, Fortunata (Angela Goodwin), som omedelbart accepterar frieriet. Paronzini har därmed nått sitt mål, åtminstone delvis. När paret återkommer från bröllopsresan har deras aktiviteter lett till att Fortunata drabbats av en vaginal infektion. Hennes läkare, doktor Raggi (Alberto Lattuada), konstaterar att det kanske har blivit för mycket av det goda och rekommenderar en period av total avhållsamhet för Fortunata. Under den påtvingade avhållsamheten passar Paronzini på att förföra först Tarsilla, som vid det laget inte längre är oskuld, och sedan den tredje och blygaste av systrarna, Camilla (Milena Vukotic). Därmed är karusellen igång för Paronzini som tycker att nu är livet på topp. Han har skapat ett harem åt sig själv och besöker de tre systrarnas sovrum i tur och ordning medan deras nyfikna hushållerska Caterine (Valentina) varje kväll för noggranna anteckningar om vilket sovrum Paronzini väljer för natten.
Efter en god middag med mycket vin är Paronzini på mycket gott humör och börjar berätta krigsminnen från den grekisk-albanska fronten där han fick den skada som gör att han haltar en aning när han går. Det goda humöret håller i sig och triggar Paronzinis sexuella aptit utöver det vanliga. Den kvällen besöker han alla tre systrar i tur och ordning och när han efter den tredje råkar få syn på Caterine som spionerar på honom bestämmer han sig för att hon kan få äran att bli hans fjärde haremsdam för kvällen. Men han hinner bara ta ett par steg mot henne när han drabbas av en hjärnblödning och faller ihop på trappan som leder till hennes rum. Därmed är det liv som Paronzini länge drömt om plötsligt över. Han haltar inte längre till systrarnas sovrum på kvällarna utan sitter i stället i rullstol, helt förlamad på ena sidan. Han har svårt att äta och dricka på grund av sin ansiktsförlamning. De tre systrarna rullar med honom på sina dagliga promenader och det är det enda som återstår av hans bekväma liv.

## Mottagande
Mottagandet var blandat och filmkritikerna delade i sina bedömningar. De mest negativa kallade filmen för en medelmåttig komedi. De som följt Lattuada länge var mer positiva och såg filmen som ett led i hans programmatiska samhällskritik. Ytterst få verkade ha förstått det som Ugo Tognazzi omedelbart greppade och som den främste Lattuada-kännaren Callisto Cosulich senare har påpekat: att filmens huvudperson Emerenziano Paronzini var ett förkroppsligat koncentrat av de mänskliga egenskaper som Lattuada tyckte mest illa om. Filmen fick två Nastro d’argento 1971, för bästa manuskript och för bästa biroll (Francesca Romana Coluzzi).